# Samtgemeinde Dahlenburg
Samtgemeinde Dahlenburg er en Samtgemeinde ("fælleskommune" eller amt) i den sydøstlige del af Landkreis Lüneburg i den tyske delstat Niedersachsen.
Administrationen ligger i landsbyen Dahlenburg.

## Kommunerne i Samtgemeinde
Samtgemeinde Dahlenburg består af kommunerne
- Boitze
- Dahlem
- Dahlenburg,
- Nahrendorf
- Tosterglope